# Tephritis pulchra
Tephritis pulchra
 es una especie de insecto díptero que Friedrich Hermann Loew describió científicamente por primera vez en el año 1844.
Esta especie pertenece al género Tephritis de la familia Tephritidae.